# Den okände soldatens grav

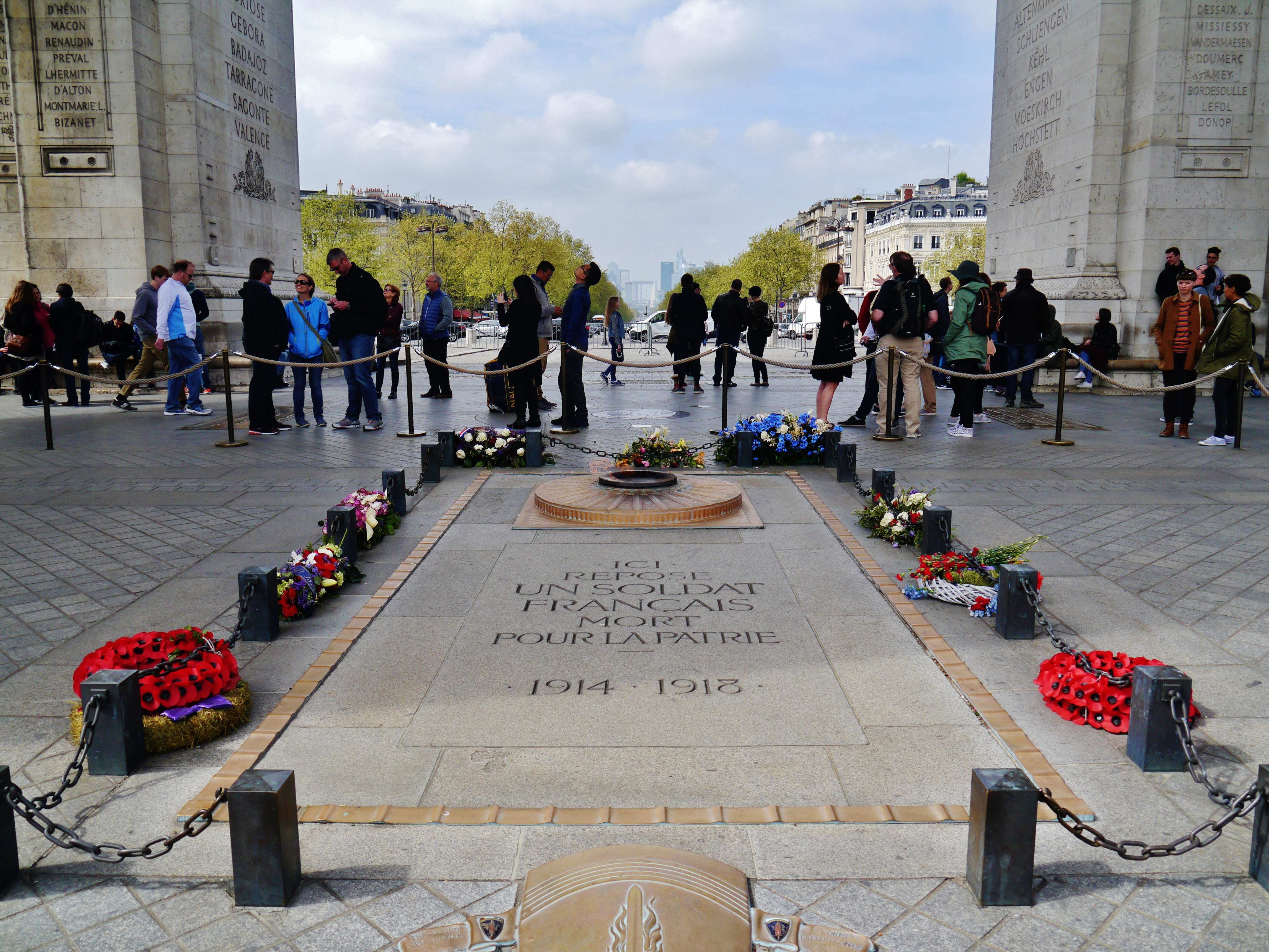
Den okände soldatens grav under Triumfbågen i Paris.

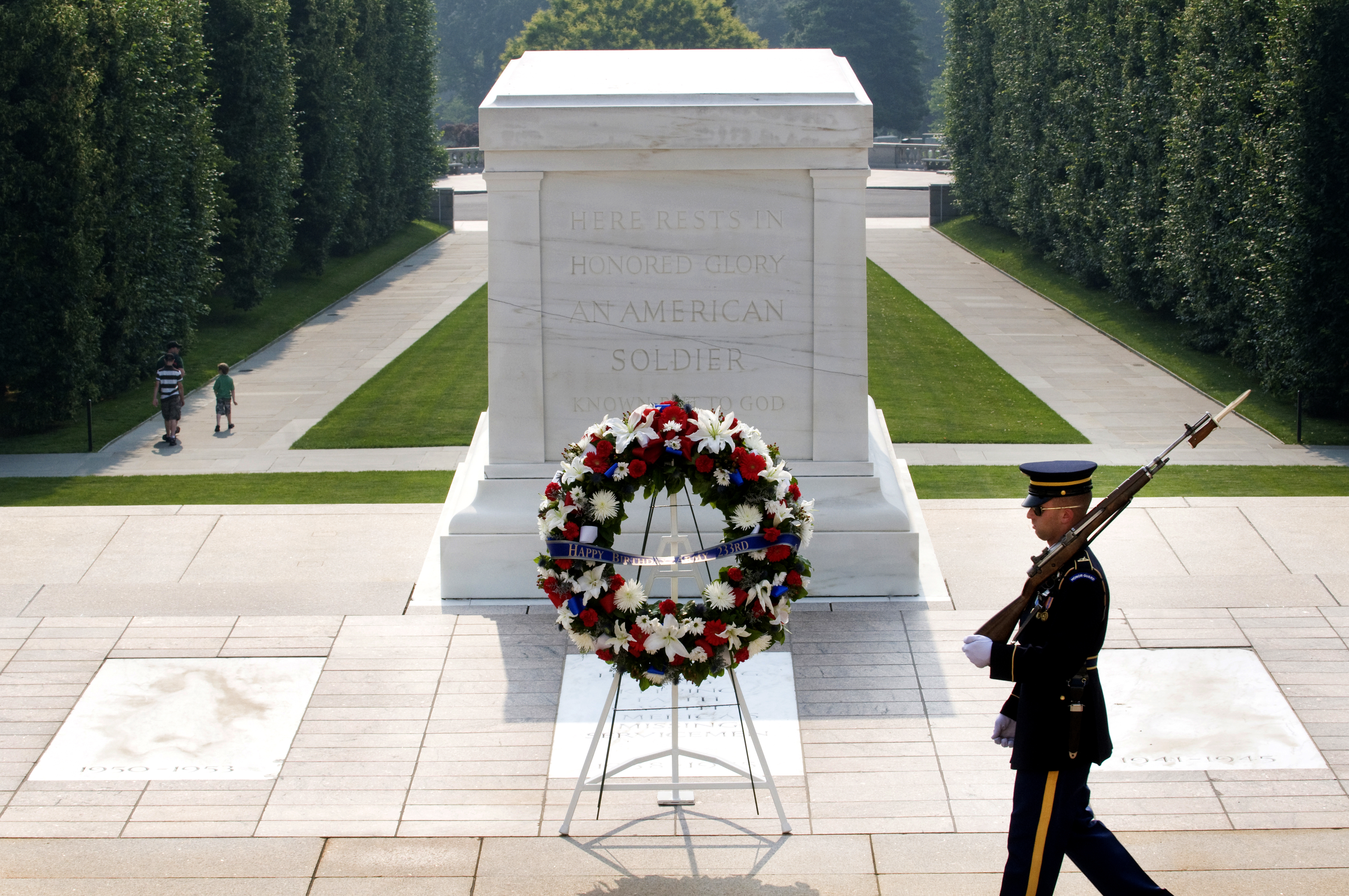
Okände soldatens grav på Arlingtonkyrkogården i USA.

Den okände soldatens grav är en symbolisk grav för alla stupade soldater i ett visst krig. Oftast begravs en eller flera oidentifierade soldater under militära ceremonier på en central plats, vilken förses med ett monument. Denna tradition startade efter första världskriget 11 november 1920 på andra årsdagen av vapenstilleståndet då en soldat begravdes under Triumfbågen i Paris och samma dag en soldat i Westminster Abbey i London. Seden kopierades därefter av flera av de övriga krigförande länderna.

## Kända gravar för den okände soldaten
| Land           | Plats                                   | Beskrivning       |
| -------------- | --------------------------------------- | ----------------- |
| Danmark        | Fredericia                              |                   |
| Egypten        | Alexandria                              |                   |
| Estland        | Bronssoldaten i Tallinn                 | Hyllar Röda armén |
| Finland        | Sandudds begravningsplats i Helsingfors |                   |
| Frankrike      | Under Triumfbågen i Paris               |                   |
| Grekland       | Vid parlamentet, Syntagmatorget         |                   |
| Italien        | Vid Viktor Emanuel-monumentet i Rom     |                   |
| Polen          | Warszawa                                |                   |
| Ryssland       | Den okände soldatens grav, Moskva       |                   |
| Storbritannien | Westminster Abbey, London               |                   |
| Tyskland       | Unter den Linden i Berlin               |                   |
| USA            | Arlingtonkyrkogården, Virginia          |                   |